# Itchy & Scratchy Comics
Itchy & Scratchy Comics, en Español Rasca & Pica Cómics o Tomy & Daly Cómics , son cómics basados en la serie animada Los Simpson, estos son publicados por la empresa de cómics Bongo Comics desde el año 1993. En total hay 7 publicaciones de estos cómic, contando las varias ediciones que salieron del cómic 1ª y Itchy & Scratchy Holiday Hi-Jinx Special. 

## Publicaciones
- Itchy & Scratchy Comics #1 (diciembre de 1993), hubo tres ediciones diferentes de la misma edición que viene con un póster, otra donde el código de barra esta la cabeza de Bart Simpson y otra autografiada por los directores y editores de Bongo Comics y con un sello de autenticidad.
- Itchy and Scratchy Comics #2 (marzo de 1994)
- Itchy and Scratchy Comics #3 (junio de 1994)
- Itchy & Scratchy Holiday Hi-Jinx Special (noviembre de 1994), este tiene una versión más larga que salió en el mismo mes y año.

- Datos: Q10980562